# Велибор Јонић
Велибор Јонић (Крњево, код Велике Плане, 12. фебруар 1892 — Београд, 17. јул 1946) био је српски и југословенски политичар и професор, а током Другог светског рата министар просвете и вера Србије под немачком окупацијом у квислиншкој влади Милана Недића. Занима се за политику и историју и као млад улази у Народну радикалну странку а касније, по позиву Димитрија Љотића, је постао генерални секретар ЈНП ЗБОР.
Аутор је Апела српском народу 1941. године којим се осуђује партизански устанак у окупираној Србији и становништво позива на борбу против комуниста и слушање окупатора. Био је организатор Завода за принудно васпитање омладине, логора за прокомунистичку омладину у Смедеревској Паланци.
Повукао се с Недићем у Аустрију одакле је изручен новим властима. Јонићу је на Београдском процесу суђено за издају и ратне злочине, а казна је извршена стрељањем.

## Биографија
Велибор Јонић је рођен 12. фебруара 1892. у Крњеву, од оца Крсте и мајке Софије Јонић. Учествовао је у Првом светском рату у ђачкој чети. Са српском војском се повлачио кроз Албанију. После повлачења, савезници су га пребацили у Енглеску, где се школовао до 1920.

### Међуратни период
После повратка Јонић је кратко време био члан Републиканске странке, али је убрзо напустио идеолошку левицу. Био је члан и Земљорадничке странке до 1929, сарадник па члан средишњег одбора Народне одбране. Био је присталица уједињења са Бугарском и федералног уређења Краљевине СХС, па је био на изборној листи ХСС.
На Јонићеве ставове значајан утицај је имало дело Пропаст Запада Освалда Шпенглера. У једном "Политикином" уводнику 1923. говори о "банкротству парламентаризма".
Након завођења Шестојануарске диктатуре, Јонић је почетком 1930-их постао члан Југословенске акције, организације која је критиковала либералну демократију и заговарала ауторитативни и корпоративни систем. Био је изабран генералног секретара Југословенске акције. Убиство краља Александара у Марсељу октобра 1934. подстакло је Југословенску акцију да са још неколико сродних група окупљених око листова Збор, Отаџбина и Буђење води преговоре о уједињењу. Јонић је био један од потписника протокола о уједињењу, а имао је и врло активну улогу у преговорима са Димитријем Љотићем. Обједињена организација Југословенски народни покрет Збор основана је у Љубљани, на шесту годишњицу увођења Шестојануарске диктатуре. Нешто касније образовано је стално вођство Збора у коме су били: председник Димитрије Љотић, адвокат из Смедерева, први потпредседник др Јурај Коренић, лекар из Загреба, други потпредседник др Фран Кондоре, адвокат из Љубљане и генерални секретар Велибор Јонић, професор из Београда.
Јонић је сарађивао у и у зборашком гласилу Отаџбина, величајући Хитлера како је зауставио продор комунизма у Европу.
Пошто је Збор на изборима 1935. прошао катастрофално лоше, Љотић је повезао Збор са Хитлеровом Немачком. Немцима је био циљ да Југославију привредно вежу за Немачку, а не за Француску као до тада. Због тога су у Краљевини Југославији оснивали предузећа и финансирали Збор да заступа немачке интересе.
Сукоб Љотића са премијером Миланом Стојадиновићем оставио је неповољне последице на даље организовање зборашког покрета. Незадовољни лошим резултатима на изборима 1935. истакнути чланови Збора су критиковали Љотића и одбијали су да слепо подражавају његове потезе, који су им изгледали нереални и убиствени за даљи развој покрета. Јонић је децембра 1937. искључен из вођства Збора. На месту генералног секретара заменио га је Милорад Мојић. Осим тога, Љотићевом одлуком, пред Врховни суд покрета изведени су Јонић, Ђорђе Перић и Данило Грегорић. До измирења у вођству Збора доћи ће у току рата. После иступања из Збора, Јонић се повезао са Стојадиновићем и од 1938. до 1939. био је предавач принцу Петру. Бавио се превођењем и издаваштвом, а током 1939. године основао је издавачко-просветну задругу „Ипроз”. Повезао се са Српским културним клубом, где није имао већег утицаја. Био је члан и функционер Југословенско-енглеског друштва, предавао је немачки језик на Војној академији у Београду Био је ожењен и имао је једно дете.

### Други светски рат
Иако је био германофил и спреман да учествује колаборационистичким институцијама, Јонић није био први избор Немаца. За комесара за образовање у Комесарској управи прво је постављен Ристо Јојић, а Јонић га је наследио 10. јула 1941. Аутор је Апела српском народу којим се осуђује партизански устанак у окупираној Србији и становништво позива на борбу против комуниста и сарадњу са Немцима. Немци су 29. августа поставили Милана Недића на чело нове српске марионетске администрације, Владе народног спаса. Јонић опет није био први избор за место министра просвете и вера, већ је та функција поверена Милошу Тривунцу. После реконструкције владе Јонић је постао министар просвете и вера 7. октобра. Јонић је у свом министарству наследио и бројне утицајне личности које су имале јаке везе са окупатором (попут Владимира Велмар-Јанковића, Ђорђа Перића), па иако им је био надређен имао је мало утицаја на њихов рад. Свој рад у министарству од самог почетка је усмерио на националну пропаганду коју је водила влада Милана Недића и жестоко обрачунавање са комунистима у просветним редовима. Министарство просвете је октобра 1941. донело уредбу о универзитету, којом се са београдског Универзитета (који није радио због окупације) уклоњени сви неподобни професори и студенти, а предавање и студирање дозвољено само „национално исправним” особама. Неподобни професори су слати у Бањички логор.
Јонић је у Влади народног спаса био у групацији око Милана Недића, уз Јосифа Костића, Ђуру Докића и Огњена Кузмановића.
Као министру просвете и вера, дата му је надлежност над Српском православном црквом. Покушао је да приволи цркву на сарадњу са Немцима, али са мало успеха. Као министар просвете, Велибор Јонић је почетком 1942. покренуо издавање предратног Просветног гласника, који је требало да окупи све просветне раднике и спречи да школа буде расадник
„интернационалних схватања“. Половином 1942. Јонић је покренуо издавање политичког недељника Српски народ, чији је он би главни и одговорни уредник. Лист се залагао за обнову Србије на „здравим сељачким ногама“ и њен препород у новој Европи под немачким вођством. Такође је од од 1941. до 1942. био и сарадник зборашке Наше борбе 1941–1942.
Министарство просвете је најдаље отишло у спровођењу националсоцијалистичких идеја. Био је организатор Завода за принудно васпитање омладине, логора за прокомунистичку омладину у Смедеревској Паланци. Министарство је у спровођењу своје политике постало најагилније крајем 1943. и почетком 1944, у време када су остале колаборационистичке активности полако посустајале. Оно је крајем 1943. објавило “200 великих српских послова” у које је потребно требало урадити, међу којима су уређивање “српског животног простора”, колонизација на “српском животном простору”, изврши заштита српске “крви”, оснује Центар за испитивање биолошких и антрополошких одлика становништва српских земаља, формира Центар за истраживање етничких типова српског становништва и да се изради “расна карта” српских области.
У последњој години окупације Јонић је имао улогу у сарадњи Недићеве владе са четницима Драгољуба Михаиловића. У пролеће 1944. одржао је састанак са капетаном Предрагом Раковићем и предлагао му сарадњу четника са Владом народног спаса. Крајем априла 1944. године на Велибора Јонића је извршен неуспешан атентат чији починитељи нису откривени.
Од почетка савезничког бомбардовања и битке за Србију Недићева влада је функционисала отежано, али је Јонић и тада био међу њеним најревноснијим делатницима. Недић је 28. августа 1944. поставио Јонића да руководи евакуацијом квислиншке владе у Немачку. Јонић је 2. септембра одржао састанак са представником београдске организације ЈВуО Иваном Павловићем, представником Специјалне полиције Бошком Бећаревићем, командантом СДК Костом Мушицким, командантом СДС Боривојем Јонићем (тj. рођеним братом) и генералом Стеваном Радовановићем који је заступао Недића. На састанку је договорен начин како да се заједнички спречи да партизани и Црвена армије заузму Београд или у случају неуспеха како да се повлаче пред њима.
Јонић је предложио да се српски интелектуалци који су изразили подршку немачкој окупацији сакрију у манастирима СПЦ или да се пребаце у Немачку заједно са члановима владе. 26. септембра, Велибор Јонић је одржао говор преко Радио-Београда, у коме се обратио краљу Петру II с молбом да заштити српске политичаре који су сарађивали са окупатором.
Влада народног спаса је престала да постоји 3. октобра како су се Београду приближавале јединице Црвене армије и партизана. Јонић је побегао из Југославије. Он и други српски избегли квислинзи су одведени у Беч, па у Кицбил. Јонић је подржавао неуспешне Нојбахерове планове да укључи патријарха Гаврила Дожића и владику Николаја Велимировића у рад колаборационистичких органа у егзилу.
После рата Јонића су Британци изручили новим југословенским властима. Оптужен је за сарадњу са Немцима и суђено му је у Београду на истом процесу са Михаиловићем, Мушицким и Јовановићем. Осуђен је за колаборацију и стрељан у Београду 17. јула 1946.